# Syndactyla
Syndactyla – rodzaj ptaków z podrodziny liściowców (Philydorinae) w rodzinie garncarzowatych (Furnariidae).

## Zasięg występowania
Rodzaj obejmuje gatunki występujące w Ameryce Południowej i Centralnej.

## Morfologia
Długość ciała 17–20 cm; masa ciała 22–55 g.

## Systematyka

### Nazewnictwo
- Syndactyla: gr. συν sun – razem, łącznie; δακτυλος daktulos – palce[7].
- Anachilus: gr. ανα ana – w górę; χειλος kheilos – warga, krawędź[8]. Gatunek typowy: Anachilus ucayalae Chapman, 1928.
- Simoxenops: gr. σιμος simos – zadartonosy; rodzaj Xenops Illiger, 1811[9]. Nowa nazwa dla Anachilus.

### Podział systematyczny
Do rodzaju należą następujące gatunki:
- Syndactyla rufosuperciliata (Lafresnaye, 1832) – liściowiec białogardły
- Syndactyla dimidiata (von Pelzeln, 1859) – liściowiec cynamonowy
- Syndactyla roraimae (Hellmayr, 1917) – liściowiec maskowy
- Syndactyla ucayalae (Chapman, 1928) – liściowiec peruwiański
- Syndactyla striata (Carriker, 1935) – liściowiec boliwijski
- Syndactyla guttulata (P.L. Sclater, 1858) – liściowiec wenezuelski
- Syndactyla subalaris (P.L. Sclater, 1859) – liściowiec kreskowany
- Syndactyla ruficollis (Taczanowski, 1884) – liściowiec rudoszyi